# Rafael (telenovela)
Rafael é uma telenovela mexicana, produzida pela Televisa e exibida em 1970 pelo El Canal de las Estrellas.

## Elenco
- Enrique Aguilar
- Estela Chacón
- Angelines Fernández
- Belém Diaz